# Membertou 28B
Membertou 28B är ett reservat i Kanada.   Det ligger i provinsen Nova Scotia, i den östra delen av landet, 1 200 km öster om huvudstaden Ottawa. Membertou 28B ligger på ön Kap Bretonön.
I omgivningarna runt Membertou 28B växer i huvudsak blandskog. Runt Membertou 28B är det ganska glesbefolkat, med 34 invånare per kvadratkilometer.